# 隰叔
隰叔（？—？），中国西周政治人物，杜氏。其父杜伯被周宣王杀死，其子隰叔逃到晋国，作为晋国的士师，即晋国的司法官。他的后人就以士为氏，他的儿子士蒍、曾孙士会都是晋国的重臣。
| 前任： 杜伯 | 晋国士氏 前8世纪左右 | 繼任： 士蒍 |